# برکیوسور
براکیوسور یا بازوسور به معنی مارمولک دست‌دار یا مارمولک بازودار (به انگلسی: brachiosaurus که از ریشه یونانی از ترکیب بازو+مارمولک [arm lizard] ساخته شده) نوعی دایناسور ساروپود است که در دوره ژوراسیک پسین و احتمالاً در کرتاسه پیشین زیست می‌کرده‌است. به این خاطر این اسم بر روی او گذاشته شده‌است که پاهای جلویی بلندتر از پاهای عقبی بودند. یکی از بزرگ‌ترین جانورانی است که تا کنون شناخته شده و بر روی زمین قدم نهاده‌است. برای ده‌ها سال براکیوسور بزرگ‌ترین دایناسور شناخته شده بود.
اولین اسکلت این حیوان در سال ۱۹۰۰ در غرب کلورادو در آمریکا کشف گردید. بر پایه یک اسکلت کامل بدست آمده، براکیوسور طولی معادل ۲۵ متر داشته‌است و احتمالاً می‌توانسته ۱۳ متر نیز از زمین فاصله داشته باشد. اجزاء ناقص بدست آمده دیگر نشان می‌دهد که می‌توانسته ۱۵٪ بلندتر از این نیز بشود. اجزای ناقصی مثل یک استخوان نازک‌نی ساق پا که ۱۳۴۰ سانتیمتر طول دارد.
به‌طور سنتی وزن براکیوسور را حداقل ۱۵ تن و حداکثر ۷۸ تن تخمین می‌زنند. البته این حداکثر وزن امروزه منطقی به نظر نمی‌رسد. بر پایه تحقیقات جدید و بر طبق یافته‌های استخوان‌شناسی و ساختمان عضلانی بدن وزن براکیوسور بین ۳۲ تا ۳۷ تن برآورد می‌گردد.
براکیوسور در واقع یک دایناسور ساروپود گیاه‌خوار چهار پا با گردن و دمی دراز و مغزی کوچک بود. بر خلاف سایر اعضای خانواده ساروپودها، براکیوسور ساختار بدنی‌اش مانند زرافه بود. پاهای جلویش و گردنی خیلی بلند داشت. براکیوسور دندان‌های قاشق شکلی داشت که برای عادات گیاه‌خواری وی مناسب بودند. جمجمه‌اش از تعداد زیادی سوراخ تشکیل شده‌است که احتمالاً برای کاهش وزن جمجمه مناسب بوده‌است. براکیوسور از روی جمجمه و کاکل ویژه‌اش شناخته می‌شود. به هر حال ممکن است این ویژگی جمجمه تنها مخصوص وی بوده‌است.
اگر براکیوسور خون‌گرم بوده باشد، ده سال زمان لازم داشته‌است تا به اندازه نهایی‌اش برسد. اگر خون‌سرد بوده باشد، بالای ۱۰۰ سال زمان لازم داشته‌است تا به اندازه نهایی‌اش برسد. به عنوان یک حیوان خون‌گرم، انرژی روزانه مورد نیاز براکیوسور بسیار زیاد بوده‌است. احتمالاً نیاز داشته‌است تا هر روز تقریباً ۱۸۲ کیلوگرم غذا بخورد. اگر براکیوسور یک حیوان کاملاً خون‌سرد یا یک حیوان خون‌گرم غیرفعال بوده باشد، به غذایی به مراتب کمتر برای برآورده کردن نیاز انرژی روزانه‌اش نیاز داشته‌است.

مقایسه اندازه براکیوسور با انسان

براکیوسور یکی از بزرگ‌ترین دایناسورهای دوران ژوراسیک می‌باشد. این حیوان در چمن‌زارهای مملو از سرخس و علوفه و جنگلهای پهناور زندگی می‌کرده. دایناسورهای هم‌دوره آن انواعی چون استگوسور ، دریوسور ، آپاتوسور و دیپلودکس بودند. تا زمانی که براکیوسورها به صورت گله‌ای حرکت می‌کردند خطر از جانب درندگانی در هر اندازه‌ای مانند آلوسور و توروسور بسیار کم آنها را تهدید می‌کرد.

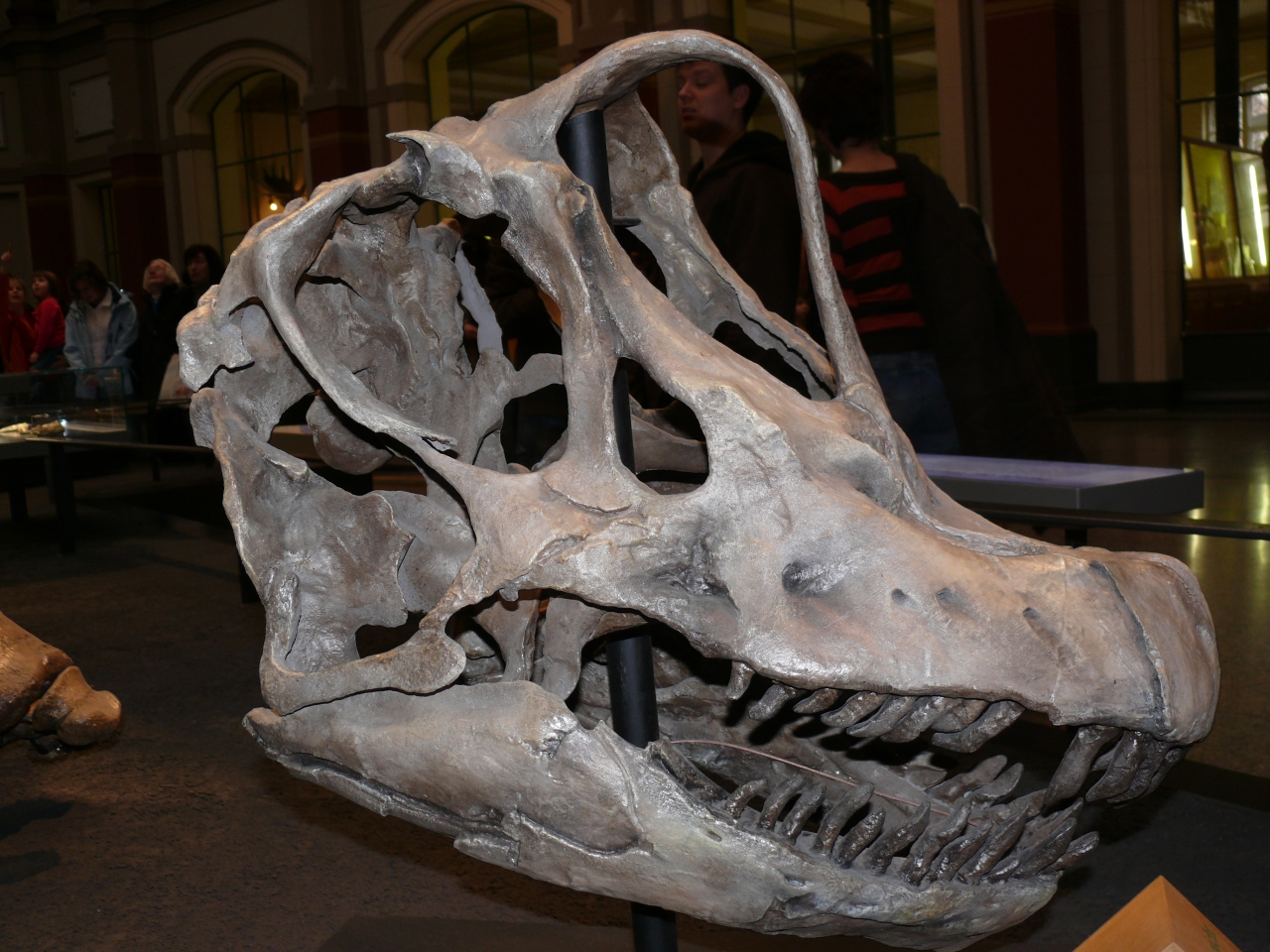
جمجمه براکیوسور

سوراخ‌های بینی براکیوسور بسیار بزرگ بود.